# Villarvolard
Villarvolard fue hasta el 31 de diciembre de 2010 una comuna suiza del cantón de Friburgo, situada en el distrito de Gruyère.

## Historia
La primera mención del lugar fue datada en el año 1179 bajo el nombre de Vilierbalart. Luego aparecieron denominaciones como Vilar Vualar, Vilar Vollar (1228), Vilarwalar (1285), Villarwaular (1453) y Villar Volard (1668). La significación del nombre proviene probablemente del nombre Walaharius declinado y enlazado con la palabra en latín tardío villare (lugar).
Villarvolard fue desde la Edad Media parte de la señoría de Corbières, la cual en 1553 fue vendida por los condes de la Gruyère a la ciudad de Friburgo. Finalmente el pueblo fue parte de la bailía de Corbières. Tras la caída del antiguo régimen en 1798, Villarvolard perteneció a la subprefectura de Corbières, la cual en 1803 adquirió el estatus de distrito. En 1848 el distrito de Corbières fue integrado en el de Gruyère.
Desde el 1 de enero de 2011 forma parte de la comuna de Corbières.

## Geografía
Villarvolard se encuentra situada en la típica región de la Gruyère, a orillas del lago de la Gruyère, entre los prealpes Friburguenses y la meseta suiza. La antigua comuna limitaba al norte con la comuna de Corbières, al este con Cerniat, al sur con Botterens, y al oeste con Morlon y Echarlens.